# Liên bang Đại Áo

Bản đồ đề xuất của Liên bang Đại Áo, chồng lên các đường biên giới về sắc tộc của Đế quốc Áo Hung

Liên bang Đại Áo (Tiếng Đức: Vereinigte Staaten von Groß-Österreich) là một kế hoạch được đề xuất, hình thành bởi một nhóm các học giả xung quanh Franz Ferdinand của Áo. Đề xuất cụ thể này được hình thành bởi luật sư và chính trị gia Aurel Popovici năm 1906 và nhằm mục đích cải thiện nền chính trị đế quốc Áo - Hung để giải quyết căng thẳng giữa các dân tộc. Kế hoạch này đã không trở thành hiện thực do vụ ám sát thái tử Franz Ferdinad năm 1914, sự kiện khởi đầu cho chiến tranh thế giới thứ nhất. Sau khi chiến tranh thế giới thứ nhất kết thúc, các đường biên giới Trung Âu đã được vẽ lại gần tương ứng với đề xuất này, trừ một số vùng nói tiếng Đức và Hungary bị cắt cho các nước khác và trở thành dân tộc thiểu số, đây là một trong những nguyên nhân chính gây ra sự phẫn nộ cho người Đức và Hungary, dẫn tới họ phát động chiến tranh thế giới thứ hai để khôi phục lại những lãnh thổ đã mất. 

## Xung đột dân tộc
Kế hoạch đầu tiên cho việc liên bang hóa Đế quốc Habsburg được phát triển bởi nhà quý tộc người Hungary Wesselényi Miklós. Trong tác phẩm của ông có tựa đề "Szózat a magyar", xuất bản năm 1843 và bằng tiếng Đức năm 1844, ông đã đề xuất không chỉ cải cách xã hội mà còn là cải cách cơ cấu nhà nước của Đế chế về chính sách dân tộc của mình. Ông muốn thay thế đế chế tập trung với một liên bang gồm 5 bang: một bang của người Đức (bao gồm cả các tỉnh Slovene), một quốc gia của Bohemia và Moravia, Galicia là một quốc gia Ba Lan, và nhà nước Hungary lịch sử (bao gồm cả Croatia).
Một ý tưởng khác đến từ nhà cách mạng Lajos Kossuth của Hungary: "Tự do thực sự là không thể nếu không có chủ nghĩa liên bang". Kossuth đề xuất biến Đế chế Habsburg thành "Bang Danubian", một nước cộng hòa liên bang với các khu tự trị.
Các thỏa hiệp Áo - Hung năm 1867 thành lập chế độ quân chủ kép Áo-Hungary. Thỏa hiệp này đã được tái thiết lập một phần chủ quyền của Vương quốc Hungary, tách khỏi và không còn phải chịu sự kiểm soát của Đế chế Áo nữa. Tuy nhiên, sự thiên vị cho những người Magyar (Hungary), nhóm dân tộc lớn thứ hai trong chế độ quân chủ kép sau người nói tiếng Đức, đã gây ra sự bất mãn của các nhóm sắc tộc khác như Slovaks và Romanians.
Khi thế kỷ hai mươi bắt đầu, vấn đề lớn nhất phải đối mặt với chế độ quân chủ kép của Áo-Hungary là nó bao gồm khoảng một chục nhóm dân tộc khác biệt rõ rệt, trong đó chỉ có hai, Đức và Hungari (hai nhóm dân tộc chiếm khoảng 44% tổng dân số), có được quyền lực lớn. Các nhóm sắc tộc khác không tham gia vào các hoạt động của nhà nước bao gồm người Slavic (Croats, Séc, Ba Lan, Ruthenians, Serbs, Slovaks, Slovenes và Ukrainians) và người Romance (người Ý, người Rumani). Trong số đó, chỉ có Croats có quyền tự trị hạn chế ở Vương quốc Croatia và Slavonia. Ở Vương quốc Hungary, một số dân tộc thiểu số bị áp lực gia tăng Hungary hóa. 
Ý tưởng hệ thống Quân chủ kép năm 1867 đã biến đổi Đế Quốc Áo trước thành một liên minh hiến pháp, một phần do Đức thống trị và một phần do Hungary lãnh đạo, cũng có các cơ chế chung. Tuy nhiên, sau nhiều cuộc biểu tình, nổi dậy và các hành động khủng bố, nó đã trở nên rõ ràng rằng khái niệm hai nhóm sắc tộc chiếm ưu thế so với mười nhóm kia không thể tồn tại mãi mãi.
Franz Ferdinand đã lên kế hoạch vẽ lại bản đồ của Áo-Hungary một cách triệt để, tạo ra một số tiểu bang "bán tự trị" về dân tộc và ngôn ngữ, tất cả sẽ là một phần của một liên bang lớn hơn đổi tên thành Liên bang Đại Áo. Theo kế hoạch này, ngôn ngữ và văn hoá được khuyến khích, và sự cân bằng quyền lực không cân xứng sẽ được điều chỉnh. Ý tưởng này đã gặp phải sự phản đối nặng nề từ phía Hungary của Chế độ quân chủ kép, vì một kết quả trực tiếp của cuộc cải cách này sẽ là một tổn thất lớn về lãnh thổ đối với Hungary.  
Tuy nhiên, thái tử đã bị ám sát tại Sarajevo năm 1914, gây ra sự bùng nổ của Thế chiến thứ nhất. Sau chiến tranh, Áo - Hungary đã bị tan rã và một số quốc gia mới được thành lập, và các lãnh thổ Austro-Hungary đã được nhượng cho các nước láng giềng bởi các cường quốc phe Entente. Đồng thời, nhiều biên giới quốc gia mới được vẽ ngay sau Thế chiến I hoặc sau đó xấp xỉ theo các đường biên giới đề xuất của các tiểu bang khác nhau của Liên bang Đại Áo.
Sự phân chia theo kế hoạch này sẽ tạo ra các quốc gia đồng nhất dân tộc hơn so với sự phân chia đã diễn ra sau chiến tranh thế giới thứ nhất. Ít dân tộc thiểu số hơn phải sống trong một quốc gia khác và sẽ hạn chế sự xung đột và khát vọng trả thù, điều đã xảy ra với người Đức và Hungary trong chiến tranh thế giới thứ hai.

## Các bang đề nghị bởi Aurel Popovici
Các lãnh thổ sau đây đã trở thành quốc gia của liên bang sau khi cải cách. Nhóm dân tộc đa số trong mỗi lãnh thổ cũng được liệt kê.  
Theo kế hoạch của Popovici, các lãnh thổ sau đây sẽ trở thành bang của liên bang sau khi cải tổ. Nhóm dân tộc đa số trong mỗi lãnh thổ cũng được liệt kê.  

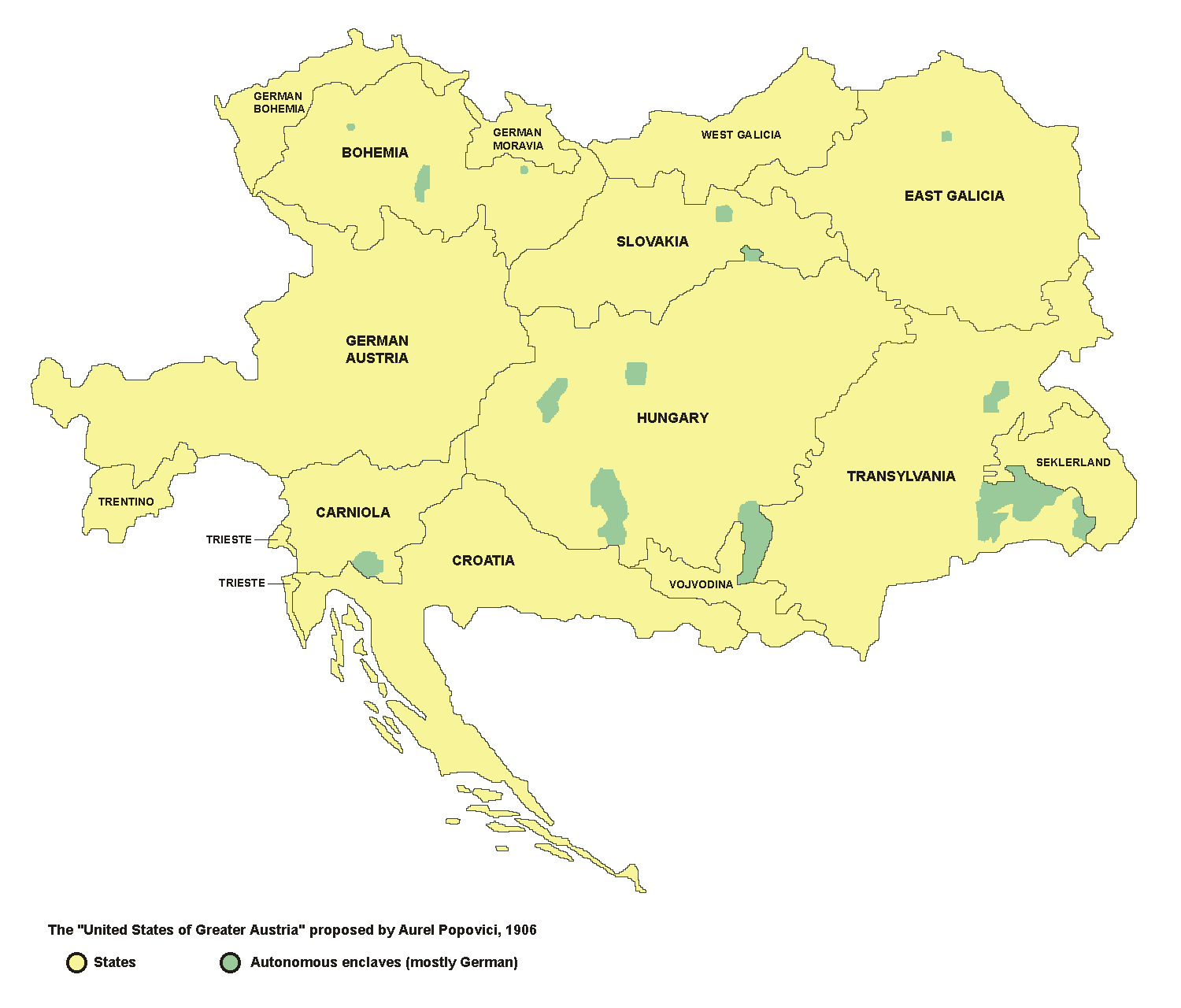
Đề xuất bản đồ của Liên bang Đại Áo bởi Popovici năm 1906. Các vùng màu xanh là các khu vực và thành phố tự trị của người nói tiếng Đức ngoài Đức Áo, Đức Bohemia và Đức Moravia.

- Deutsch-Österreich: Đức - Áo (tương ứng với lãnh thổ ngày nay của Áo, cộng thêm Nam Tyrol ở Ý, khu vực Rừng Bohemian và Nam Moravia - phía nam của Sudetenland năm 1938, hiện nay là một phần của Séc, một số thành phố thuộc khu vực lịch sử Burgenland như Odenburg, Wieselburg tại Hungary ngày nay, Pressburg tại Slovakia ngày nay), đa số dân nói tiếng Đức.
- Deutsch-Böhmen: Đức Bohemia (nằm ở tây bắc khu vực lịch sử Bohemia, là một phần của Sudetenland năm 1938, hiện nay là một phần của Séc), đa số dân nói tiếng Đức.
- Deutsch-Mähren: Đức Moravia (bao gồm phía bắc khu vực lịch sử Moravia và phần Silesia thuộc Áo, là một phần của Sudetenland năm 1938, ngày nay là một phần của Séc) đa số dân nói tiếng Đức.
- Böhmen: Bohemia (bao gồm khu vực trung tâm của Bohemia và trung tâm của Moravia, ngày nay là một phần của Séc), đa số dân nói tiếng Séc.
- Slowakenland: Slovakia, gần tương ứng với lãnh thổ Slovakia ngày nay (hơi nhỏ hơn do không bao gồm phía nam Slovakia, nơi nói tiếng Hungary), đa số dân nói tiếng Slovakia
- West-Galizien: Tây Galicia (phần phía tây của vương quốc Galicia và Lodomeria lịch sử, ngày nay là một phần của Ba Lan), đa số dân nói tiếng Ba Lan.
- Ost-Galizien: Đông Galicia (phần phía đông của vương quốc Galicia và Lodomeria lịch sử, cộng thêm phần nhỏ của Bukovina, ngày nay là một phần của Ucraina, trừ một phần nhỏ thuộc Ba Lan), đa số dân nói tiếng Ucraina.
- Ungarn: Hungary (tương ứng với lãnh thổ Hungary ngày nay, cộng thêm phần nói tiếng Hungary ở phía nam Slovakia, Transcarpathia - ngày nay thuộc Ucraina, và bắc Vojvodina ngày nay thuộc Serbia), đa số dân nói tiếng Hungary.
- Seklerland: Vùng Székely (một phần của Romania ngày nay), đa số dân nói tiếng Hungary.
- Siebenbürgen: Transylvania Tương ứng với lãnh thổ Transylvania, đa số Banat và Bukovina (phần lớn thuộc Romania ngày nay, một phần nhỏ thuộc Serbia và Ucraina), đa số dân nói tiếng Romania.
- Trento: Trentino (ngày nay thuộc Ý), đa số dân nói tiếng Ý.
- Triest: Trieste, bao gồm Trieste và Gorizia (ngày nay thuộc Ý), tây Istria (ngày nay thuộc Slovenia và Croatia), đa số dân nói tiếng Ý và Slovenia.
- Krain: Carniola (gần bằng lãnh thổ Slovenia ngày nay, trừ một số thành phố vào thời điểm đó đang có đa số dân Đức, cộng thêm một phần nhỏ nam Carinthia) đa số dân nói tiếng Slovenia.
- Kroatien: Croatia (gồm Croatia ngày nay, cộng thêm vùng Srijem thuộc Serbia và Boka Kotorska thuộc Montenegro), đa số dân nói tiếng Serb - Croat.
- Woiwodina: Vojvodina (ngày nay là một phần của Serbia và Croatia), đa số dân nói tiếng Serb - Croat.

Bosnia-Herzegovina vẫn tạm thời sẽ là vùng lãnh thổ chiếm đóng dưới quyền nhà Habsburgs.
Ngoài ra, một số khu vực nói tiếng Đức ở đông Transylvania, Banat và các khu vực khác của Hungary, miền nam Slovenia, các thành phố lớn (như Prague, Budapest, Lviv...) và các nơi khác có quyền tự trị trong lãnh thổ tương ứng.  
Aurel Popovici (1906)

## Đánh giá
Việc thực hiện kế hoạch của Popovici chắc chắn sẽ mang lại một sự phân phối công bằng hơn các mối quan hệ quyền lực trong toàn bang. Đặc biệt, các dân tộc có thể phát huy quyền của mình, vì cho thời điểm đó hầu như không có đại diện nào trong chính trị, chẳng hạn như người Slovak, người Ukraina hay người Rumani.
Việc thực hiện chỉ có thể được thực hiện trước những tranh cãi chính trị đáng kể vì một số dân tộc sẽ mất quyền ưu tiên:
- Người Hungary phải từ bỏ luật lệ đối với người không phải là người Hung-ga-ri, điều này hầu như không thể xảy ra hoàn toàn tự nguyện.
- Người Ba Lan phải từ bỏ quyền cai trị trước đây của họ đối với người Ukraine ở phía đông Galicia,
- Czech và Đức sẽ phải đồng ý về phân định lãnh địa của họ ở Bohemia, Moravia và Áo Silesia, mà sẽ rất khó khăn cho những chi phí từ cả hai phía nhu cầu tối đa dân tộc chủ nghĩa.
- Tất cả các quốc gia tham gia sẽ phải huy động sẵn sàng thỏa hiệp trong việc xác định ranh giới của các đối tượng, trong đó sẽ rất khó khăn để thực thi trong các cuộc thảo luận sôi nổi chủ nghĩa dân tộc trước chiến tranh, khi Đế quốc Áo-Hung thường được xem như là một "người trong hầm ngục".
- Một sự phân chia dân tộc hoàn toàn "tinh vi" không thể thực hiện được do sự pha trộn mạnh mẽ và các nhóm dân cư lớn phải sống như một thiểu số ở các nước nói khác.

Nói chung, việc thực hiện một kế hoạch như vậy sẽ đòi hỏi sức mạnh chính trị và sức mạnh chính trị to lớn. Nhưng nếu chế độ quân chủ Danube đã sống sót qua cuộc khủng hoảng này, nó sẽ ổn định và có lẽ vẫn tồn tại ngày nay. Trong bất kỳ trường hợp nào, cải cách vẫn chưa được bắt đầu và Chính phủ Áo tiếp tục sử dụng chính sách "lộn xộn" mà chỉ trì hoãn và không giải quyết được vấn đề. Sự phân chia theo kế hoạch này sẽ tạo ra các quốc gia đồng nhất dân tộc hơn so với sự phân chia đã diễn ra sau chiến tranh thế giới thứ nhất. Ít dân tộc thiểu số hơn phải sống trong một quốc gia khác và sẽ hạn chế sự xung đột và khát vọng trả thù, điều đã xảy ra với người Đức và Hungary trong chiến tranh thế giới thứ hai.